# Skepperstads församling
Skepperstads församling var en församling i Växjö stift och Sävsjö kommun. Församlingen uppgick 2010 i Sävsjö församling.
Församlingskyrka var Skepperstads kyrka.

## Administrativ historik
Församlingen har medeltida ursprung.
Församlingen utgjorde under medeltiden ett eget pastorat, för att därefter till 1962 vara annexförsamling i pastoratet Hultsjö, Skepperstad och Hjärtlanda. Från 1962 till 1992 var församlingen annexförsamling i pastoratet Fröderyd, Ramkvilla, Bäckaby och Skepperstad. År 1992 blev församlingen annexförsamling i pastoratet Sävsjö, Hjärtlanda och Skepperstad. Församlingen uppgick 2010 i Sävsjö församling.
Församlingskod var 068405.